# Agua Fría, Tlalpujahua
Agua Fría är en ort i Mexiko.   Den ligger i kommunen Tlalpujahua och delstaten Michoacán de Ocampo, i den sydöstra delen av landet, 110 km väster om huvudstaden Mexico City. Agua Fría ligger 2 783 meter över havet och antalet invånare är 136.
Terrängen runt Agua Fría är kuperad. Runt Agua Fría är det ganska tätbefolkat, med 179 invånare per kvadratkilometer. Närmaste större samhälle är El Oro de Hidalgo, 3,5 km nordost om Agua Fría. Trakten runt Agua Fría består till största delen av jordbruksmark.